# Fireangels
Fireangels ist ein deutscher Buchverlag, der 2005 in Dachau von Myriam Denise Engelbrecht gegründet wurde, die ihn seitdem leitet. Das Programm hat den Schwerpunkt auf Mangas und Romanen in den mangaeigenen Nischen Boys Love und Yuri.
Im Dezember 2005 begann der Verlag sein Manga-Programm mit K-A-E - 29th Secret, dem Debüt-Werk von Martina Peters. Darauf folgte der erste Sammelband deutscher Zeichner 2007, sowie ein Roman, ein Artbook und weitere Sammelbände.
Zu den bekanntesten deutschen Zeichnern und Autoren des Fireangels Verlags zählen Anne Delseit und Martina Peters, die außerdem auch schon Titel beim Carlsen Verlag und Comicstars veröffentlicht haben.

## Übersicht Titel

### Comic / Manga
- Aluria Chronicles, The (Comic) von Yishan Li und Calissa Leigh
- Apokryphum (Manga) von Susette „Susutaru“ Bätz
- China Blue (Comic) von Anne Delseit, SlippedDee und Sai Nan
- Coined (Comic) von Ealynn
- Emerald Rising (Comic) von Marlicious
- Fear Tango (Manga) von Crabapples
- K-A-E „29th Secret“ (Manga) von Martina Peters
- Lemon Law (Boys Love Sammelband) von diversen Zeichnern
- Lime Law (Boys Love Sammelband) von diversen Zeichnern
- Lily (Girls Love Sammelband) von diversen Zeichnern
- Night and Day - Tag und Nacht (Manga) von Akira Atsushi
- Outwards (Comic) von Wendigo
- Töchter der Himmel (Comic) von Nadine Wewer und Daniel Kaufmann
- The less than epic adventures of TJ and Amal (Comic) von E.K. Weaver
- Winter Demon (Manga) von Yamila Abraham, Studio Kosaru, Le Peruggine, Reah Silvan

### Artbooks
- Bi-Color von diversen Zeichnern
- Dragonlords von diversen Zeichnern
- Lemongrass von Aziell, Eru Nuo, Delusion, Diana Liesaus, SlippedDee, Laura „Zel“ Carboni
- World of Aziell von Aziell

### Romane
- Der Weg des Tanzes von Nika und Pandorah
- In maiorem dei Gloriam von Anne Delseit
- Median - Raumfahrergarn von Rebecca Eiter und Eru Nuo

### Kalender
- Boys Love-Kalender 2005-2015
- Girls Love-Kalender 2012-2013
- Geburtstagskalender Boys Love-& Girls Love